# Matt Lashoff
Matthew „Matt“ Lashoff (* 29. September 1986 in East Greenbush, New York) ist ein ehemaliger US-amerikanischer Eishockeyspieler, der im Verlauf seiner aktiven Karriere unter anderem 377 Spiele in der American Hockey League (AHL) auf der Position des Verteidigers bestritten hat. Darüber hinaus absolvierte Lashoff weitere 74 Partien für die Boston Bruins, Tampa Bay Lightning und Toronto Maple Leafs in der National Hockey League (NHL). Sein jüngerer Bruder Brian Lashoff war ebenfalls professioneller Eishockeyspieler.

## Karriere

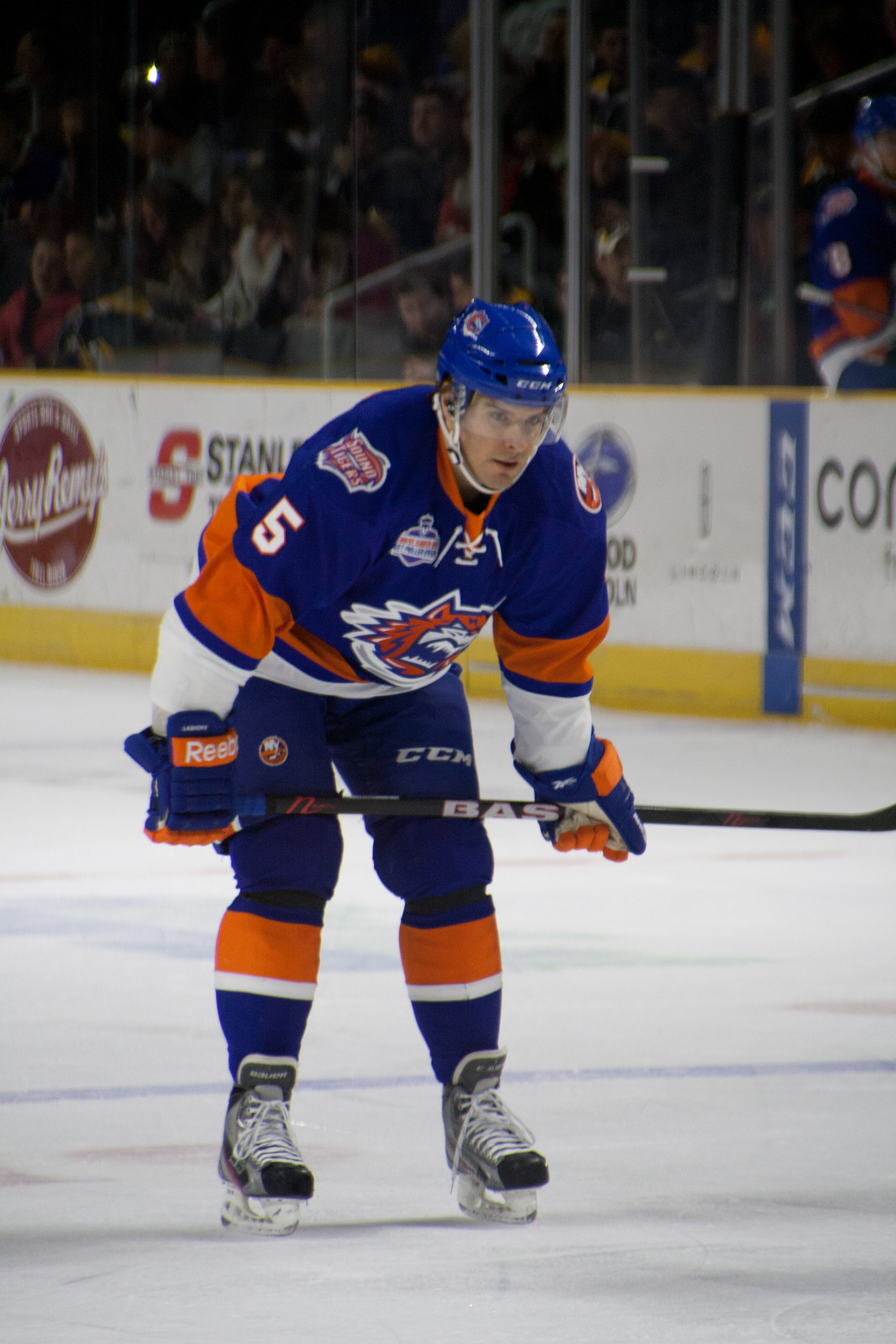
Lashoff im Trikot der Bridgeport Sound Tigers (2015)

Lashoff begann seine Karriere im Jahr 2002 im Förderprogramm des US-amerikanischen Eishockeyverbandes USA Hockey und wechselte im Sommer darauf zu den Kitchener Rangers in die kanadische Juniorenliga Ontario Hockey League (OHL). Beim NHL Entry Draft 2005 wurde der Linksschütze schließlich als 22. in der ersten Runde von den Boston Bruins aus der National Hockey League (NHL) ausgewählt.
Von Boston wurde Lashoff ab dem Ende der Saison 2005/06 vor allem bei den Providence Bruins, dem Farmteam in der American Hockey League (AHL), eingesetzt. Ende Oktober 2006 gab er jedoch auch sein NHL-Debüt für die Boston Bruins. Am 31. Dezember 2007 erzielte der Defensivspieler schließlich in der Partie gegen die Atlanta Thrashers sein erstes Tor in der höchsten nordamerikanischen Profiliga. Im August 2010 wurde er von den Tampa Bay Lightning im Austausch für Alex Berry und Stefano Giliati zu den Toronto Maple Leafs transferiert. In den folgenden zwei Spielzeiten stand Lashoff vorwiegend für deren AHL-Farmteam Toronto Marlies regelmäßig auf dem Eis. Eine im Oktober 2011 erlittene Knieverletzung in einem AHL-Spiel gegen die Lake Erie Monsters limitierte die Einsatzzeit des Verteidigers auf lediglich neun Partien in der regulären Saison. In den anschließenden Playoffs bekleidete Lashoff das Amt des Assistenzkapitäns und erreichte mit den Marlies die Finalserie um den Calder Cup, unterlag allerdings mit einem Sweep den Norfolk Admirals.
Im August 2012 nahm der US-Amerikaner zunächst an einem Probetraining der ZSC Lions aus der Schweizer National League A (NLA) teil. Nach drei Wochen unterzeichnete er einen Einjahresvertrag bei den Zürchern. Die Saison 2013/14 absolvierte Lashoff beim schwedischen Erstligisten Leksands IF, ehe er in der folgenden Spielzeit für Metallurg Nowokusnezk in der Kontinentalen Hockey-Liga (KHL) auf dem Eis stand. Nachdem sein Vertrag dort im Dezember 2014 aufgelöst worden war, kehrte er nach Nordamerika zurück und schloss sich im Januar 2015 den Bridgeport Sound Tigers aus der AHL an. Am 3. März 2015 wurde er im Austausch für Dyson Stevenson an den Ligakonkurrenten Portland Pirates abgegeben. Zur Saison 2015/16 wechselte Lashoff innerhalb der AHL zu den Lehigh Valley Phantoms.
Im Februar 2016 verpflichteten die Adler Mannheim aus der Deutschen Eishockey Liga (DEL) Lashoff bis zum Ende der Spielzeit. In der Saison 2016/17 spielte er zunächst für die San Antonio Rampage in der AHL. Anfang Februar 2017 wechselte er zu den SCL Tigers in die National League A, ehe der 30-Jährige im Sommer 2017 seine aktive Karriere beendete.

## Erfolge und Auszeichnungen
| - 2004 OHL Second All-Rookie-Team - 2005 Teilnahme am CHL Top Prospects Game - 2006 OHL Third All-Star Team | - 2007 Teilnahme am AHL All-Star Classic - 2007 AHL All-Rookie-Team - 2008 Teilnahme am AHL All-Star Classic |

## Karrierestatistik
(Legende zur Spielerstatistik: Sp oder GP = absolvierte Spiele; T oder G = erzielte Tore; V oder A = erzielte Assists; Pkt oder Pts = erzielte Scorerpunkte; SM oder PIM = erhaltene Strafminuten; +/− = Plus/Minus-Bilanz; PP = erzielte Überzahltore; SH = erzielte Unterzahltore; GW = erzielte Siegtore; 1 Play-downs/Relegation; Kursiv: Statistik nicht vollständig)